# Kölnische Illustrierte Zeitung
Die Kölnische Illustrierte Zeitung (manchmal auch Kölnische Illustrierte oder abgekürzt KIZ) war eine der größten überregionalen deutschen Zeitschriften des frühen 20. Jahrhunderts.

## Geschichte
Von langer Hand im Kölner Verlagshaus M. DuMont Schauberg geplant, erschien die Erstausgabe Anfang 1926 und damit deutlich später als die ebenso bildreichen Zeitschriften Die Woche und die Berliner Illustrirte Zeitung. Ein Jahr lang hieß die Publikation Illustrierte Kölnische Zeitung, vermutlich, um die Nähe zur Kölnischen Zeitung aus demselben Haus, einer damals international angesehenen Marke, zu wahren.
1933, mit der Machtergreifung der Nationalsozialisten wurde die Presse im Deutschen Reich – und damit auch die Kölnische Illustrierte Zeitung – gleichgeschaltet. Der Verlag schwenkte früher als manche Konkurrenz auf nationalsozialistischen Kurs ein, lobte schon im Januar 1933 den Hitler- und Mussolini-Faschismus und funktionierte ihre Titelseite am 11. November 1933 in ein Wahlplakat für Hitler um. Die Nationalsozialisten sahen in der Illustrierten wie auch der Kölnischen Zeitung wichtige Propagandainstrumente, genehmigten den Auslandsvertrieb in Holland, Belgien, Luxemburg, Italien, der Schweiz und Griechenland. Zum Teil fand der Versand auf dem Luftweg statt.
Trotz der Gleichschaltung hielt die Zeitschrift auch in den Folgejahren ein relativ anspruchsvolles Niveau mit Film- und Theaterrezensionen und einer Seite mit Populärwissenschaft. 1935 druckte die Kölnische Illustrierte Zeitung über mehrere Ausgaben hinweg bislang unveröffentlichte Bilderserien aus dem Ersten Weltkrieg: Hier waren vor allem deutsche Soldaten sowie Stellungen aus der Perspektive der Alliierten zu sehen. Dies hatte ein politisches Ziel, nämlich das Anprangern der vermeintlich ungerechten Einstellung der Kriegsgegner zu den „tapferen, ehrenwerten deutschen Soldaten“.
Die Kölnische Illustrierte Zeitung blieb bis zur Einstellung im Januar 1945 ein Propagandaorgan des Nationalsozialismus und des totalen Krieges. Sie liegt derweil auch in digitalisierter Form vor.

## Inhalt

### Frühe Ausgabe Micky Maus
In der Kölnischen Illustrierten Zeitung erschienen zwischen der Nr. 52/1930 und der Nr. 14/1931 nach der deutschen Erstveröffentlichung eines Comic-Strips in der Arbeiter-Illustrierte-Zeitung Nr. 24/1930 mit die ersten Veröffentlichungen von Micky Maus Comic-Strips in Deutschland. In den USA erschienen die ersten Strips nur knapp ein Jahr früher Anfang 1930.
Diese deutschen Ausgaben waren auch sechs Jahre, bevor der Schweizer Bollmann-Verlag seine Micky Maus-Zeitung herausbrachte. Diese Illustrierten sind heute sehr selten, da die Zeitschrift nur regional verkauft wurde und Papierknappheit herrschte – sie sind damit deutlich seltener als die sehr teuren Ausgaben der Schweizer Micky Maus Zeitung.

### Karnevalsausgaben
Immer zu Karneval erschienen Sonderhefte, die die Ereignisse dieses kölnischen Traditionsfestes dokumentieren.

### Typische Ausgabe von 1935
Die Nummer 15 vom 13. April 1935 ist für die Vorkriegsausgaben unter dem Diktat des Reichspropagandaministeriums typisch. Das Heft umfasste 30 Seiten im DIN A 3 Großformat und kostete 20 Pfennige bzw. „Frei Haus durch den Zeitschriften-Buchhandel 22 Pfg. Österreich 40 Groschen“. Das Titelbild zeigt zwei Schauspieler, die sich auf der Bühne innig betrachten, in diesem Fall die Schweden Gösta Ekman und Tutta Berndsen-Rolf bei einem Theaterstück über den Nobelpreis. Das Titelfoto ist großformatig, schwarzweiß und dezent rot-koloriert, um die Hauttöne lebendiger wiederzugeben. Das Verhältnis Bild zu Text beträgt etwa 9: 1. Fast alle Abbildungen sind Fotografien.
Die Seiten 2 und 3 tragen den Titel „Ein Baustein zur Reichseinheit“ und zeigen Auftritte von Nationalsozialisten in Köln, Berlin, München, Amsterdam und Wien. Vordergründig geht es in den prägnanten kurzen Bildunterschriften um die Rechtspflege im Deutschen Reich, eigentlich aber um eine weitere Gleichschaltung, die Vorbereitung des „Anschlusses“ der Nachbarländer und des Kriegs:
Amsterdam: „Die Niederländische Nationalsozialistische Bewegung (NSB) hielt einen großen Landtag ab.“
Wien: „Für die Garde wurde das größte und beste Menschenmaterial [...] ausgewählt; als Mindestgröße für Offiziere und Mannschaften ist 1,74 Meter vorgeschrieben.“
Bildstrecken dieser Menge enthielten fast immer mindestens ein Foto mit führenden deutschen Regierungsmitgliedern, hier „General Göring“ bei einer Rede über „Ein Reich – ein Recht – eine Rechtspflege!“ und Hitler in der Ehrenloge der Berliner Staatsoper. Auf dieser Doppelseite sind 13 SS-Zeichen zu sehen.
Die nächste Doppelseite zeigt in drei großen Abbildungen Infanterie, Kavallerie und Fußartillerie (mit Haubitzen, „eine überlegene Waffe, die mit den schweren Mörsern und Langrohren viel zu den ersten deutschen Erfolgen 1914 beitrug.“) und trägt den Titel „Die Armee eine Schule des Volkes.“ Im Text wird das „Auslöschen der besten Armee der Welt“ [...] mit einem „Federstrich“, nämlich der deutschen im Ersten Weltkrieg beklagt. Die nächste Doppelseite setzt das Feiern preußischer Disziplin und „militärischem Geist“ mit Fotos von über berittenen Soldaten schwebenden „Militärluftschiffen“ bei einem Kaisermanöver 1912 fort.
Nach diesem innenpolitischen Einstieg werden die Themen nun leichter. Es geht weiter mit Zeichnungen aus Charles Dickens Roman David Copperfield; die Zeichnungen werden den Schauspielern des gleichnamigen Films von 1935 gegenübergestellt. In der Heftmitte findet sich der Fortsetzungsroman mit der ersten Werbung (Zahnpasta, Zündkerzen, Faltboote, Haarfärbemittel), gefolgt von einem Artikel, der Pressemanipulationen in den USA vor 60 Jahren thematisiert. Mit großen Fotos religiöser Zeremonien werden „Alte Karbräuche in Oberammergau“ dargestellt, weite Ausblicke vom Tafelberg auf Rio de Janeiro, Frühlingsmode („mit Fransen“) für Frauen, die „Deutsche Zeppelin-Reederei“, ein Kuhstallmuseum in Paris, Henry Ford beim Tanzen. Das Heft schließt mit Schimpansen im Zoo von London.
Auch die folgende Ausgabe (20. April 1935) setzt zu Beginn Nationalsozialistische Schwergewichte ein. Das Titelbild zeigt „General der Flieger Göring mit seiner Gattin beim Verlassen des Doms nach der Trauung“, gefolgt auf Seite 2 mit weiteren Fotos von der Trauung im Berliner Dom, u. a. ein Bild mit Hitler als Trauzeugen. Seite 3 feiert Hitlers 46. Geburtstag: Er ist da mit kleinen Kindern, mit dem Brautpaar Göring und als Büste der Trierer Bildhauerin Annie Höfken-Hempel zu sehen. Die nächste Doppelseite zeigt junge Frauen am Land:
„Ostern: Das Landjahr beginnt. Wo sich ein Staat ganz auf dem Führergedanken aufbaut, ist es notwendig, auch die Frau zur Führerin zu erziehen und ihr Gelegenheit zu geben, sich dienend unterzuordnen. Dieser Gedanke beherrscht die Landjahrarbeit des BDM.“
Die nächste Seite repliziert wieder auf den Ersten Weltkrieg. Sie zeigt im Vordergrund unscharf zum Hitlergruß ausgestreckte Arme, im Hintergrund scharf den „siebzigjährigen Feldherr mit Gattin in Tutzing“ (Erich Ludendorff). Erst mit Seite 7 wird zum leichten Teil übergegangen. Sie zeigt folkloristische Eindrücke aus Spanien: „Semana Santa. Von Palmsonntag bis Ostern: Das Kirchliche und weltliche Sevilla in der ‚Heiligen Woche‘.“